# Heteropsis antsianakana
Heteropsis antsianakana är en fjärilsart som beskrevs av Charles Oberthür 1916. Heteropsis antsianakana ingår i släktet Heteropsis och familjen praktfjärilar. Inga underarter finns listade i Catalogue of Life.